# ألي وايت
ألي وايت (بالإنجليزية: Allie White) هو لاعب كرة قدم أمريكية أمريكي، ولد في 23 مارس 1915 في كروزبي في الولايات المتحدة، وتوفي في 21 أكتوبر 1996 في فورت وورث في الولايات المتحدة.

## وصلات خارجية
- ألي وايت على موقع مرجع كرة القدم المحترفة.كوم (الإنجليزية)
- ألي وايت على موقع JustSportsStats.com (الإنجليزية)